# Alles mit Gott und nichts ohn' ihn, BWV 1127
Alles mit Gott und nichts ohn'ihn, BWV 1127 (Tot amb el Senyor i res sense Ell). És una ària per a soprano, escrita per al 53è aniversari del Duc Wilhelm Ernst de Saxònia-Weimar, a Weimar l'any 1713. Composta, a més del soprano, per a dos violins, viola violoncel i baix continu. Fou descoberta el juny de 2005, a la Biblioteca Anna Amalia de Weimar.

## Discografia seleccionada
- J. S. Bach: Alles mit Gott und nichts ohn'ihn, BWV 1127. John Eliot Gardiner, Monteverdi Choir, English Baroque Soloists, Elin Manahan Thomas. (Soli Deo Gloria), 2005.
- J.S. Bach: Complete Cantatas Vol. 20. Ton Koopman, Amsterdam Baroque Orchestra & Choir, Lisa Larsson. (Challenge Classics), 2006.
- J.S. Bach: Cantatas Vol. 44. Masaaki Suzuki, Bach Collegium Japan, Carolyn Sampson. (BIS), 2005.